# Clive Sinclair
Clive Marles Sinclair, Kt. (Richmond upon Thames, 30 de Julho de 1940 – Londres, 16 de setembro de 2021) foi um empresário e inventor inglês, mais conhecido por seu trabalho em produtos eletrônicos de consumo no final dos anos 1970 e início dos 1980.
Depois de passar vários anos como editor assistente da Instrument Practice, Sinclair fundou a Sinclair Radionics em 1961, onde produziu a primeira calculadora eletrônica de bolso em 1972 (a Sinclair Executive). Sinclair mais tarde passou para a produção de computadores domésticos e produziu o Sinclair ZX80, o primeiro computador doméstico de mercado de massa do Reino Unido por menos de cem libras, e mais tarde, com a Sinclair Research, o ZX81 e o ZX Spectrum; o último é amplamente reconhecido por consumidores e programadores por sua importância nos primeiros dias da indústria britânica de computadores domésticos.
A Sinclair Research também produziu o TV80, uma mini televisão portátil de tela plana que utiliza um tubo de raios catódicos; no entanto, a tecnologia de televisão LCD estava em desenvolvimento avançado e o Sinclair FTV1 (TV80) era um fracasso comercial, apenas 15 000 unidades sendo produzidas.
Concedido o titulo de Sir em 1983; Sinclair formou a Sinclair Vehicles e lançou o Sinclair C5, um veículo elétrico a bateria que também foi um fracasso comercial. Desde então, Sinclair dedicou-se ao transporte pessoal, incluindo a A-bike, uma bicicleta dobrável para passageiros que pesa 5,5 kg (12 libras) e se dobra para baixo o suficiente para ser transportada em transporte público.
Sinclair morreu em 16 de setembro de 2021, aos 81 anos de idade, em Londres.

## Reconhecimento
Sinclair recebeu várias homenagens por suas contribuições para ajudar a estabelecer a indústria de computadores pessoais no Reino Unido. Em 1983, ele foi premiado com Graus Honorários de Doutor em Ciências pela University of Bath, Heriot-Watt University e University of Warwick. Ele foi nomeado knighted na Lista de Honras de Aniversário de 1983 da Rainha. Em 1984, ele foi homenageado pelo Imperial College London sendo feito um fellow. Em 1988, a National Portrait Gallery de Londres comprou um retrato de Sinclair do fotógrafo Simon Lewis para sua coleção permanente.

## Publicações
Clive escreveu livros sobre eletrônicos para editora de livros Bernard Babani do Reino Unido:
- Barnards 148 : Practical Transistor Receivers Book 1; 1959. (30 circuitos)
- Barnards 149 : Practical Stereo Handbook; 1959.
- Barnards 151 : Transistor Receivers Book 2 - Transistor Superhet Receivers; 1960. (50 circuitos)
- Barnards 163 : Transistor Circuits Manual 2; 1960. (13 circuitos)
- Barnards 167 : Transistor Circuits Manual 3 - Eleven Tested Transistor Circuits using Prefabricated Circuit Units; 1960. (11 circuitos)
- Barnards 168 : Transistor Circuits Manual 4; 1960. (11 circuitos)
- Barnards 173 : Practical Transistor Audio Amplifiers for the Home Constructor Book 1; 1961. (32 circuitos)
- Barnards 174 : Transistor Subminiature Receivers Handbook for the Home Constructor; 1961.
- Barnards 175 : Transistorized Test Equipment and Servicing Manual; 1961.
- Barnards 176 : Transistor Audio Amplifier Manual; 1962. (32 circuitos)
- Barnards 177 : Modern Transistor Circuits for Beginners; 1962. (35 circuitos)
- Barnards 179 : Transistor Circuits Manual 5; 1963. (14 circuitos)
- Barnards 181 : 22 Tested Circuits Using Micro Alloy Transistors; 1963. (22 circuitos)